# Half Light
Pour plus de détails, voir Fiche technique et Distribution.
Half Light est un thriller fantastique britannique, allemand sorti en 2006, réalisé par Craig Rosenberg, avec Demi Moore et Henry Ian Cusick.

## Synopsis
Rachel Carlson, une romancière à succès, est devenue dépressive lorsque son fils unique de cinq ans s'est noyé en jouant près de sa maison de Primrose Hill.
Un an plus tard, malgré une confortable avance sur son prochain roman, elle est trop triste pour écrire. Son mariage avec Brian, un éditeur et romancier fauché, s'est désintégré. Sa meilleure amie, Sharon, l'aide à louer un cottage dans un village isolé des Scottish Highlands.
C'est là qu'elle rencontre Angus McCulloch, le beau gardien du phare, qui vit et travaille dur sur une île déserte au large de la côte...

## Fiche technique
- Titre : Half Light
- Réalisation : Craig Rosenberg
- Scénario : Craig Rosenberg
- Production : Garth H. Drabinsky, Andreas Grosch
- Société de production : Lakeshore Entertainment
- Directeur de la photographie : Ashley Rowe
- Décors : Don Taylor
- Décorateur de plateau : John Bush
- Costumes : Ruth Myers
- Montage : Bill Murphy
- Musique : Brett Rosenberg
- Lieux de tournage :
  - Ealing Studios, Londres, Angleterre
  - Llanddwyn Island, Royaume-Uni
  - Llanbadrig[1]
- Dates de tournage : 13 septembre 2004 - 21 novembre 2004
- Format image/son : Couleurs - 35 mm - 2.35:1 // Dolby Digital EX
- Société de distribution : United International Pictures, Universal Pictures
- Langue : anglais
- Durée : 110 minutes
- Dates de sortie : 
  - États-Unis : 17 janvier 2006
  - Royaume-Uni : 23 juin 2006
  - France : 16 décembre 2006

## Distribution
- Demi Moore (VF : Marie Vincent) : Rachel Carlson
- Hans Matheson (VF : Maël Davan-Soulas) : Angus McCulloch
- Henry Ian Cusick (VF : David Krüger) : Brian
- Beans El-Balawi : Thomas Carlson
- Kate Isitt (en) (VF : Micky Sébastian) : Sharon Winton
- Nicholas Gleaves (en) : Dr Robert Freedman
- James Cosmo (VF : François Siener) : Finlay Murray
- Joanna Hole (en) : Mary Murray
- Therese Bradley (VF : Stéphanie Lafforgue) : Morag McPherson
- Michael Wilson : le révérend James McMahon

 Source et légende : version française (VF) sur RS Doublage et Doublagissimo.